# (2743) Chengdu
(2743) Chengdu est un astéroïde de la ceinture principale.

## Description
(2743) Chengdu est un astéroïde de la ceinture principale. Il fut découvert le 21 novembre 1965 à Nanking par l'observatoire de la Montagne Pourpre. Il présente une orbite caractérisée par un demi-grand axe de 2,65 UA, une excentricité de 0,18 et une inclinaison de 12,3° par rapport à l'écliptique.

## Compléments